# ليون روك
ليون روك (بالإنجليزية: Leon Rooke)‏‏ (11 سبتمبر 1934 في مقاطعة هاليفاكس - ) روائي، وكاتب، وأكاديمي من الولايات المتحدة.